# Myxilla barentsi
Myxilla barentsi är en svampdjursart som beskrevs av Vosmaer 1885. Myxilla barentsi ingår i släktet Myxilla och familjen Myxillidae.
Artens utbredningsområde är Norge. Inga underarter finns listade i Catalogue of Life.